# Корытница (Устилугская городская община)
Корытница (укр. Коритниця) — село в Устилугской городской общине Владимирского района Волынской области Украины.
Население по переписи 2001 года составляет 367 человек. По данным 2024 года составляет 240 человек. Почтовый индекс — 44711. Телефонный код — 3342. Занимает площадь 7000 км².

## История
В 1946 году указом ПВС УССР село Врембы переименовано в Корытницу.